# Споменик „Камени спавач”
Споменик „Камени спавач” се налази у Спомен комплексу Спомен-парк Крагујевачки октобар и представља одличну синтезу вајарске и архитектонске форме.
Овај изузетан и крајње необичан споменик, рад је архитеката Јелице и Градимира Боснића, подигнут је 1970. године. Из њеног средишта води стаза према двема хумкама. Међу стрељаним Крагујевчанима било је доста људи из околних села и њима је посвећен споменик. Представља посебну целину у оквиру спомен-парка. Венцем од бетонских блокова, неједнаке висине и заобљеним и масивним мраморним скулптурама, овај споменик подсећа на сеоско двориште у коме доминирају стогови сена.
Споменик се налази у непосредној близини Шумаричког језера.